# Almayrac

Almayrac este o comună în departamentul Tarn din sudul Franței. În 2009 avea o populație de 297 de locuitori.

## Evoluția populației
| An        | 1975 | 1982 | 1990 | 1999 | 2006 | 2009 |
| --------- | ---- | ---- | ---- | ---- | ---- | ---- |
| Populație | 266  | 269  | 267  | 275  | 282  | 297  |